# Suc de Miceselle
Le suc de Miceselle est un sommet d'origine volcanique culminant à 1 115 m d'altitude dans le département français de la Haute-Loire.

## Géographie
Le suc de Miceselle est situé dans le massif du Devès, au sein du Massif central. C'est le point culminant de la commune de Solignac-sur-Loire.